# 8709 Kadlu
8709 Kadlu (1994 JF1) là một thiên thạch xuyên Sao Hỏa được phát hiện vào ngày 14 tháng 05 năm 1994 bởi C. S. Shoemaker và E. M. Shoemaker tại trạm thiên văn Palomar.

## Link ngoài
- JPL Small-Body Database Browser ngày 8709 Kadlu